# فرناندو كوينكا
فرناندو كوينكا (بالإسبانية: Fernando Cuenca)‏ هو دراج بيروفي، ولد في 1 يوليو 1950.

## وصلات خارجية
- فرناندو كوينكا على موقع أرشيف الدراجات (الإنجليزية)
- فرناندو كوينكا على موقع إحصائيات الدراجات الإحترافية (الإنجليزية)
- فرناندو كوينكا على موقع أوليمبيديا (الإنجليزية)